# Omalo
Omalo (Georgisch:ომალო) is een bergdorp in noordoost-Georgië met ongeveer 37 permanente inwoners (2014), behorend bij de gemeente Achmeta in de regio Kacheti. Het dorp ligt hemelsbreed 100 kilometer ten noordoosten van hoofdstad Tbilisi en is alleen bereikbaar via de 2926 meter hoge Abanopas, een rit van 90 kilometer vanaf het gemeentelijk centrum Achmeta.

## Locatie
Omalo ligt in de historische bergregio Toesjeti, aan de Europese zijde van de waterscheiding van de Grote Kaukasus, een gebied dat vrijwel geheel onder het Nationaal park Toesjeti valt. Het dorp bestaat uit twee delen, het hoofddorp Omalo ('Nieuw Omalo') op ongeveer 1900 meter boven zeeniveau en het 200 meter hoger gelegen Zemo Omalo (Boven-Omalo, ook wel 'Oud Omalo'), waar het middeleeuwse Keselofort staa. Omalo is het hoofddorp van de administratieve dorpsgemeenschap (თემი, temi) Toesjeti Omalo, dat alle overige 51 veelal verlaten dorpen in Toesjeti omvat.

## Geschiedenis

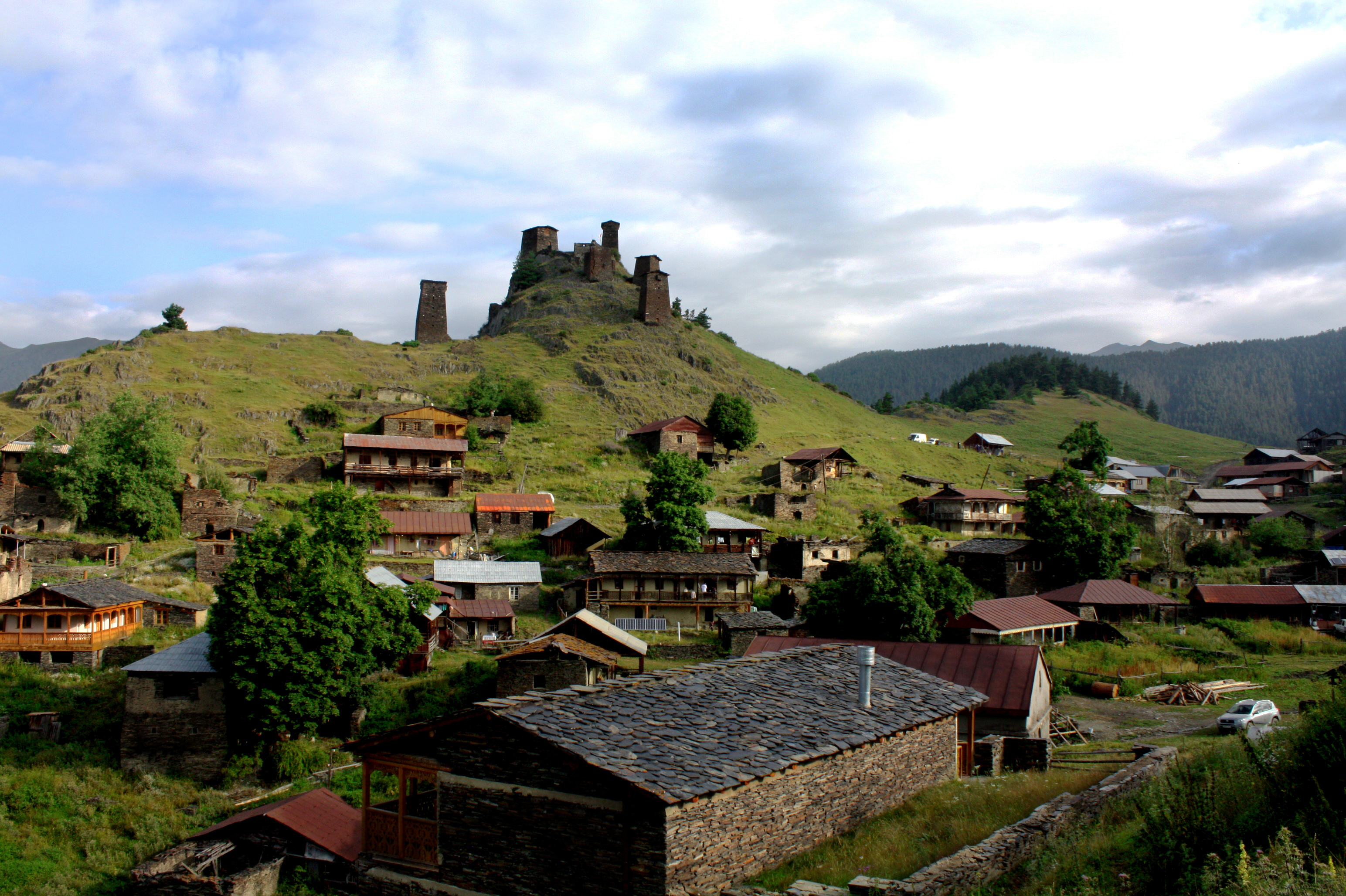
Opper Omalo, ook wel Oud Omalo, in 2011

Omalo ligt op een plateau met een relatief vruchtbare vlakke bovenkant en is omgeven door diepe rivierdalen, in de historie een natuurlijke veilige plek voor een nederzetting tegen onder meer invasies van naburige vijandige volkeren. Het plateau is dan ook al eeuwenlang bewoond, met het middeleeuwse Keselofort als meest tastbare bewijs, maar ook archeologische vondsten. Begin 20e eeuw woonden in Omalo meer dan 200 mensen.

### Sovjetisering
In de eerste decennia van de Sovjet-Unie werd er vanuit de Sovjetdoctrine nog veel aandacht geschonken aan de ontwikkeling en emancipatie van de lokale bevolking, en werd in 1928 de eerste school in Omalo opgericht. In de daaropvolgende jaren volgden er nog vijf. In de jaren 1930 kwam er een ziekenhuis en werd de eerste aanzet gegeven tot een onverharde weg tussen laagland Kacheti en Omalo. Door het gebrek aan voldoende emancipatie en collectivisering in Toesjeti werden de dorpen uiteindelijk in de jaren 50 van de 20e eeuw perspectiefloos verklaard en werd er overgegaan tot gedwongen verhuizing naar de vlakte van Kacheti, met name naar de nederzettingen Kvemo- en Zemo Alvani aan de Alazani. Deze dorpen, op enkele kilometers van het centrum Achmeta, waren al in de 19e eeuw gesticht als overwinteringsoord voor de inwoners van Toesjeti.
De golf van verhuizingen uit Omalo en andere dorpen betekende ook de achteruitgang van de voorzieningen en de infrastructuur. In deze periode vestigden zich inwoners van het nabijgelegen Dagestan in de dorpen, wat tot frictie met de overgebleven lokale bevolking leidde en Georgische zorgen over het mogelijk verlies van gezag over het gebied. Vanaf 1972 werd onder leiding van Eerste Secretaris Edoeard Sjevardnadze van de Georgische sovjetrepubliek de infrastructuur in Toesjeti met spoed aangepakt en werd vestiging in het gebied weer gestimuleerd. Ook werd de aanleg van een autoweg gestart die in 1981 gereed kwam. In de jaren 1980 kwamen in Omalo een telegraafkantoor, een bibliotheek, een medisch centrum en een herberg. Er werden veel nieuwe huizen gebouwd, maar de influx van nieuwe bewoners bleef achter.

### OVSE
Met de Georgische onafhankelijkheid kwam er aan de noord- en oostkant van Toesjeti een internationale grens met Rusland en de Noord-Kaukasische deelrepublieken Dagestan en Tsjetsjenië waar separatisme de kop op stak. Naar aanleiding van wapen- en drugssmokkel en Russische beschuldigingen aan het adres van Georgië dat het Tsjetsjeense rebellen en terroristen over de grens en met name in de Pankisivallei onderdak zou bieden kwam er in de periode 1999-2004 een OVSE missie. Deze kreeg het mandaat de 82 kilometer lange Georgisch-Tsjetsjeense grens te observeren, met Omalo als basis.
De missie werd na Russische bezwaren per 2005 beëindigd. Daarna werd nog tot 2007 door de OVSE vanuit Omalo training gegeven aan de Georgische grenspolitie. Deze activiteit betekende ook een geregelde helicopterdienst om het dorp te bevoorraden en bewoners heen en weer te vliegen naar het laagland van Kacheti. Na het herstel van het lokale vliegveld werd in 2017 een wekelijkse helicoptervlucht met een capaciteit van 17 passagiers geïntroduceerd.

### Keselofort

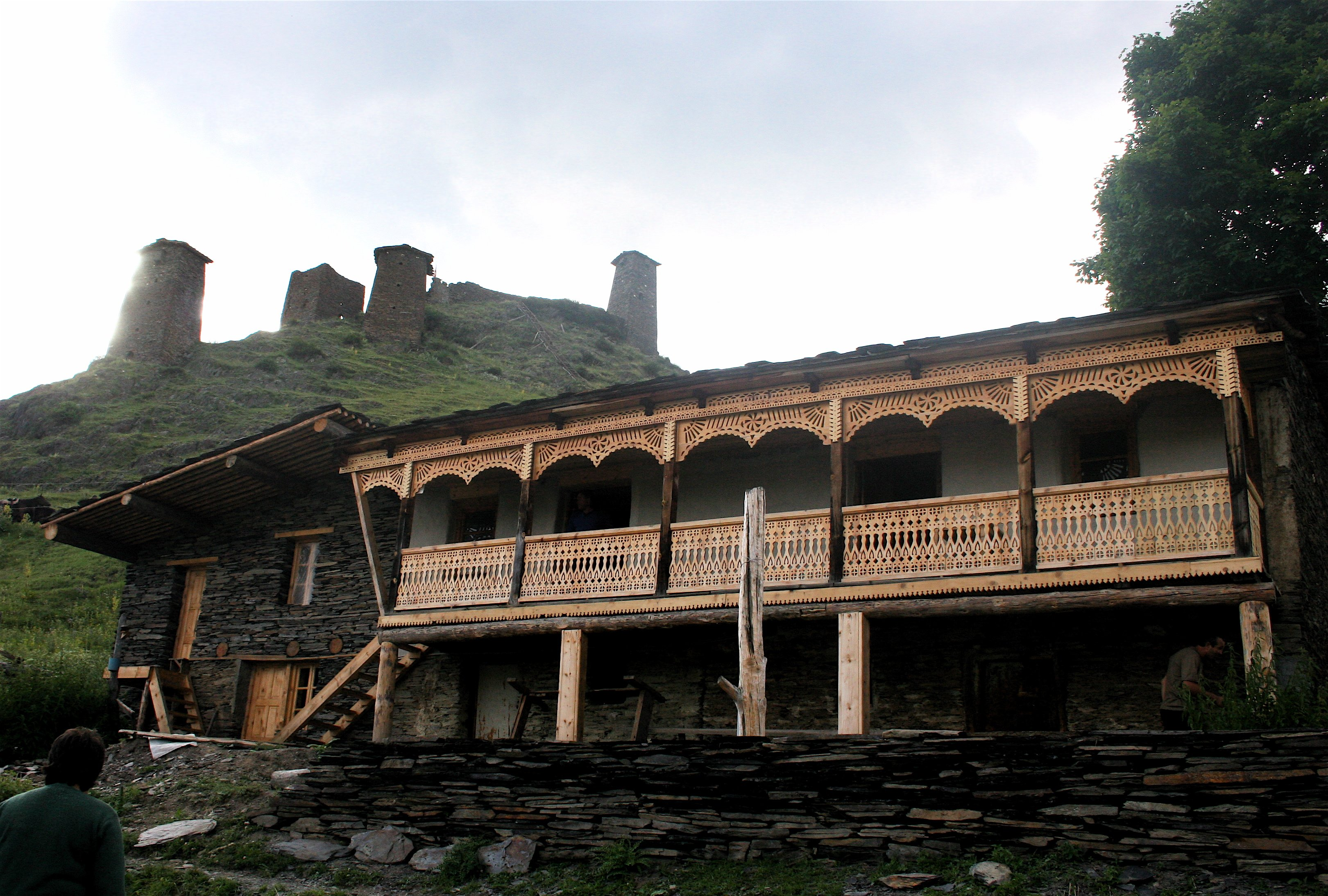
Het lokale etnografische museum in 2007

Een viertal torens van het 13e-eeuwse Keselo-fort dat bovenop de rots boven Opper Omalo staat werden in 2001 gerestaureerd nadat de Nederlandse jonkheer Hooft zich over het lot ervan ontfermde en de Keselo Stichting oprichtte. Samen met de lokale museumhouder kozen ze voor een restauratie volgens de traditionele bouwmethode zonder cement. Hiervoor kwamen bouwmeesters uit Dagestan die de traditionele bouwmethode in de regio nog eigen waren. In 2019 werd het fort onder leiding van de overheid gerestaureerd.

## Demografie
Volgens de volkstelling van november 2014 had Omalo 37 permanente inwoners. Het dorp is groter dan dat: de meeste bewoners zijn er alleen in de zomermaanden, en wonen tussen oktober en mei buiten Toesjeti. Het dorp bestond toen voor ongeveer de helft uit Georgiërs (Toesjeten)en voor de helft uit Kisten, een Georgische etnisch Tsjetsjeense subgroep die voornamelijk woonachtig zijn in de Pankisivallei ten zuiden van Toesjeti.
| Aantal                                                 | 260 |  | 58 | 37 |
| Verantwoording data: 1923, volkstellingen 2002 en 2014 |     |  |    |    |

## Vervoer

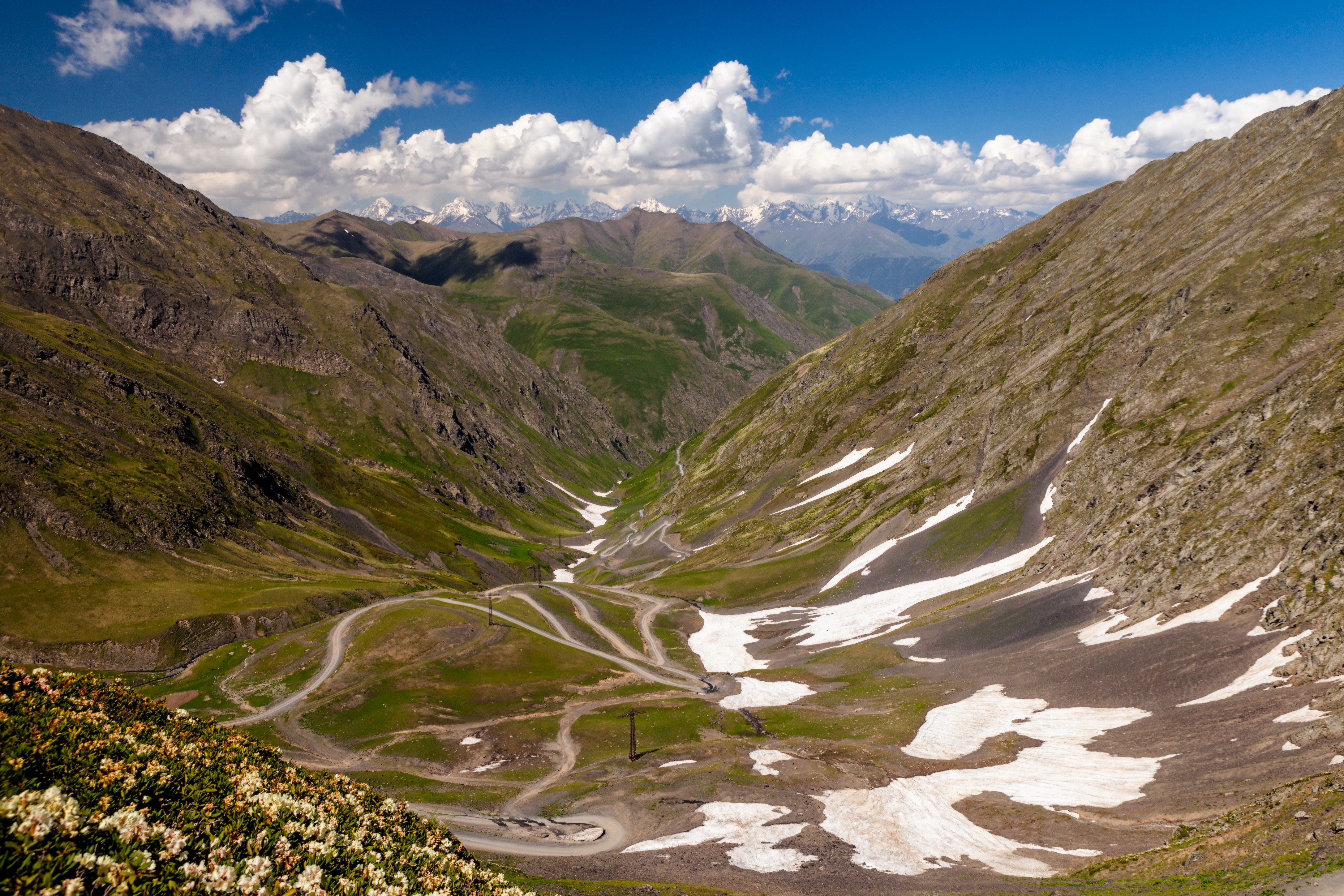
De afdaling vanaf de Abanopas naar Omalo

Omalo is via de weg alleen via de 70 kilometer lange nationale route Sh44 bereikbaar. Deze weg start in Psjaveli aan de noordkant van de Alazanivallei op een hoogte van 450 meter boven zeeniveau en volgt de Stori-rivier stroomopwaarts. Na 42 kilometer kruist de weg de waterscheiding van de Grote Kaukasus via de 2926 meter hoge Abanopas, een van de hoogste berijdbare Georgische passen. De weg daalt daarna langs bergrivieren af naar 1700 meter aan de voet van het plateau waar Omalo op ligt.
Het formele eindpunt van de Sh44 ligt bij het Keselofort in Opper Omalo op bijna 2100 meter hoogte. De grotendeels onverharde weg, alleen de eerste tien kilometer zijn geasfalteerd, staat bekend om de steile en smalle klim naar de Abanopas, en wordt door sommigen omschreven als een van de gevaarlijkste wegen in de wereld. De weg naar Omalo is in de periode juni tot oktober open.
Als centrale plaats van Toesjeti is Omalo verbonden met de andere dorpen en deelvalleien van Toesjeti. Onverharde wegen leiden naar Sjenako en Diklo en naar de dorpen in het westen van de vallei, zoals Dartlo en anderen. Deze onverharde wegen volgen traditionele wandel- en paardenroutes. Pogingen om een rechtstreekse verbinding te maken tussen Toesjeti en de Pankisivallei en tussen Toesjeti en Chevsoeretië (via de berg Borbalo naar Moetso en Sjatili) zijn in de ijskast gezet na protest uit de maatschappij.

## Film
De komische Sovjetfilm Mimino uit 1977 werd in Toesjeti opgenomen, onder andere in Omalo voor de helicopterscenes.